# Німі — Блатон — Перонн
Німі-Блатон-Перонн (фр. Canal Nimy-Blaton-Péronnes) — судноплавний канал у  Бельгії, що сполучає Центральний канал біля Німі з річкою Шельда біля міста Перонн. Разом з Центральним каналом і каналом Брюссель — Шарлеруа з’єднує басейни річок Шельда й Маас. Довжина каналу становить 38,9 км.   

## Історія
Теперішній канал Німі-Блатон-Перонн було збудовано замість каналу Pommerœul-Antoing (фр. Canal Pommerœul-Antoing),  збудованого 1826 року для сполучення районів видобутку вугілля з річкою Шельда. Потім канал було продовжено до села Німі і сполучено його з Центральним каналом.  Між селом Кальнель (фр. Callnelle) і містом Блатон канал Німі-Блатон-Перонн проходить по трасі (річещу) колишнього каналу Pommerœul-Antoing.  